# Hélène Fourment et son fils Frans
Hélène Fourment avec son fils Frans est une peinture datant de 1633-1635, réalisée par Pierre Paul Rubens, montrant sa seconde épouse Hélène Fourment tenant leur second fils Frans (né le 12 juillet 1633). 

## Historique
L'œuvre est conservée à l'Alte Pinakothek de Munich.